# Everard Booth
Everard Booth (Utrecht, 1577 – Utrecht, 1610) was een Nederlandse predikant en theoloog.

## Leven en loopbaan
Everard Booth werd geboren in 1577 als zoon van Cornelis Booth en Sophia van Wijck. Hij studeerde in Franeker en Leiden, en werd predikant te Utrecht in 1602. Hij was getrouwd met Alida Ruysch. Zij zijn de ouders van Cornelis Booth, de latere arts en burgemeester van Utrecht. Daarnaast hadden zij een dochter Hendrica, en een tweede zoon Abraham (1606-1636), die onder andere reisdagboeken schreef.
Everard Booth werkte vanaf 1601 in Utrecht als predikant. Onder andere Jacobus Taurinus en Henricus Caesarius waren zijn collega's. Net als Caesarius stond Booth bekend als een irenische predikant.
Booth correspondeerde met verscheidene vooraanstaande theologen, zowel remonstranten als contraremonstranten. In 1607 was hij één van de afgevaardigden naar de conferentie in Den Haag, ter voorbereiding op de nationale synode. 
In 1610 overleed Everard Booth onverwacht te Utrecht, na een kortstondige ziekte.
Er zijn meerdere naamsvariaties in omloop, onder andere Everhard Booth en Everhardus Bootius. De meest gebruikte schrijfwijze van de naam is gehanteerd voor dit artikel.

## Publicaties
Het enige gepubliceerde werk van Booth is een vertaling van A reformed Catholike van William Perkins. Dit verscheen in 1604 onder de titel De Gereformeerde Catholyck; dat is eene Verclaringe van d' vereenstemminge ende 't verschil datter in 't stuck van de Religie lusschen de Gereformeerde en de Roomsche Kercke nu ter tijd is ... etc.
Daarnaast zijn er brieven en een album amicorum bewaard gebleven. Hieruit blijkt zijn contact met vooraanstaande theologen zoals Franciscus Gomarus.

## Naamgenoot
Everard Booth (1638-1714), heer van Mijdrecht, ook bekend als dagboekschrijver tijdens het rampjaar 1672, was een de zoon van eerder genoemde Cornelis, en dus een kleinzoon van de hier beschreven Everard.
- Biografisch Portaal: 17482755
- Digitale Bibliotheek voor de Nederlandse Letteren: boot023
- Gemeinsame Normdatei: 143047663
- International Standard Name Identifier: 0000 0001 0827 9323
- Library of Congress Control Number: no2019032493
- Nederlandse Thesaurus van Auteursnamen: 308411927
- Virtual International Authority File: 160757068